# Шон Каммінгс
Шон Майкл Каммінгс (англ. Shaun Michael Cummings, нар. 25 лютого 1989, Гаммерсміт і Фулем) — ямайський футболіст, правий захисник. Народився в Англії, але на міжнародному рівні провів 3 поєдинки за Ямайку.
Випусник академії «Челсі», виступав в оренді за «Мілтон-Кінс Донс» та «Вест-Бромвіч Альбіон», а у вересні 2009 року проданий «Редінгу». Виступав у клубі протягом наступних шести років, допоміг «Редінгу» виграти Чемпіоншип 2011/12, а наступного сезону провів 9 поєдинків у Прем'єр-лізі. У січні 2015 року проданий «Міллволлу», де за два з половиною сезони в чемпіонаті зіграв 55 матчів, але в кубку Англії 2016/17 допоміг «Міллволлу» вибити з турніру трьох представників вищого дивізіону. Сезон 2017/18 років провів у «Ротергем Юнайтед», а протягом двох місяців сезону 2018/19 років — у «Донкастер Роверз».

## Клубна кар'єра

### «Челсі»
Народився 25 лютого 1989 року в місті Гаммерсміт. У 2002 році 12-річний Шон приєднався до академії «Челсі». У сезоні 2007/08 років став провідним гравцем резервної команди столичного англійського клубу, провів 18 матчів та відзначився 1 голом. У серпні 2008 року відправився в 1-місячну оренду до представника Першої ліги «Мілтон-Кінс Донс». Дебютував у дорослому футболі за «Донс» 16 серпня в переможному (1:0) поєдинку проти «Нортгемптон Таун» на стадіоні МК. Згодом оренду продовжили до кінця сезону 2008/09 років. 28 жовтня отримав вилучення за порушення правил проти футболіста «Лейтон Орієнт» Шона Торнтона. У футболці «Мілтона» зіграв 35 матчів у чемпіонаті та кубку країни.
17 серпня 2009 року відправився в 1-місячну оренду до представника Чемпіоншипу «Вест-Бромвіч Альбіон» на запрошення тодішнього головного тренера «Мішків» — і колишнього наставника «Донс» — Роберто Ді Маттео, який потребував заміни травмованого основного правого захисника команди Джанні Цуйверлуна. Однак пробув у «Вест Бромвічі» лише два тижні, перш ніж підписати 3-річний контракт із «Редінгом» за невідому плату, возз'єднавшись зі своїм тренером по академії «Челсі» Бренданом Роджерсом.

### «Редінг»
Дебютував за «Королів» 12 вересня 2009 року в нічийному (0:0) поєдинку проти «Донкастер Роверз» на стадіоні Мадейскі. Відіграв за клуб з Редінга наступні шість сезонів своєї ігрової кар'єри. Однак надалі регулярного місця в основній команді не мав, під керівництвом Роджерса загалом провів ще 7 матчів. Коли Редінг боровся за збереження місця в чемпіонаті, у грудні Роджерса звільнили, а за його наступника, Брайана Макдермотта, Каммінгс до завершення сезону 2009/10 років не зіграв жодного матчу. Сезон 2010/11 років пройшов за аналогічною схемою для Каммінгса, оскільки Енді Гріффін став основним правим захисником команди. За підсумками сезону провів 12 поєдинків, але зіграв важливу роль у переможному (3:0) для «Редінга» півфіналі плей-оф проти «Кардіфф Сіті», закрив позицію правого захисника та заробив позитивні відгуки за свій виступ. Просидів увесь матч на лаві запасних на «Вемблі», де «Редінг» у фіналі плей-оф грав проти «Суонсі Сіті», який очолював колишній тренер «Редінга» Брендан Роджерс.
У серпні 2011 року продовжив свій контракт на 1 рік, за яким повинен був виступати в клубі до червня 2013 року. Незважаючи на те, що ямаєць знову розпочав сезон як дублер Гріффіна, травма досвідченого захисника дозволила Каммінгсу потрапити в команду, а серія вдалих виступів дозволила йому закріпитися в основі на своїй позиції. Загалом провів 36 поєдинків у сезоні 2011/12 років, за підсумками якого «Редінг» з найкращим захистом виграв Чемпіоншип і повернувся до Прем’єр-ліги. З підписанням у липні 2012 року Кріса Гантера Каммінгс знову опинився поза основою на початку сезону Прем'єр-ліги. Повернувся до команди у переможному (3:2) поєдинку Кубку ліги проти «Квінз Парк Рейнджерс» і провів наступні чотири матчі, після чого Гантер повернув собі місце в старті. У грудні 2012 року Шон підписав новий 2,5-річний контракт, потім зіграв ще декілька матчів у грудні та січні. Знову втартив своє місце в команді після закриття січневого трансферного вікна після того, як у «Редінг» перейшов Стівен Келлі. Протягом сезону 2012/13 років ні під керівництвом Макдермотта ні під наступника Найджела Едкінса не грав, причому востаннє в стартовій 11-ці вийшов на поле 5 січня в переможному (3:1) поєдинку Кубку Англії проти «Кроулі Таун». Сезон 2014/15 років розпочав оптимістично, провів 6 матчів у серпні, а в своєму 118-му поєдинку, проти «Віган Атлетік» (2:2), відзначився дебютним голом у кар'єрі. Однак після приходу Стіва Кларка на тренерський місток команди, зіграв загалом 31 хвилину у футболці «Редінга».

### «Міллволл»
12 січня 2015 року Каммінгс залишив «Редінг» та перейшов до одного з конкурентів клубу по Чемпіоншипу «Міллволл» за невідому плату, підписавши з новим клубом 2,5-річний контракт; головний тренер Іан Голловей зазначив, що «як гравець він може брати участь у захисті та в атаці», і сподівається, що виявиться «реальним активом для нас як у короткостроковій, так і в довгостроковій перспективі». Зіграв 12 поєдинків за «Левів», але за підсумками сезону 2014/15 років команда понизилася в класі. Другим голом у професіональній кар'єрі відзначився 28 грудня в переможному (4:0) поєдинку проти «Саутенд Юнайтед», коли воротар Деніел Бентлі не зміг відбити удар від хрестовини. Протягом сезону 2015/16 років провів 20 матчів, але не перебував у складі команди у вирішальному програному матчі плей-оф проти «Барнслі», оскільки з лютого не грав після операції з відновлення пошкодженого хряща коліна.
Своїм третім голом у футбольній кар'єрі відзначився 7 січня 2017 року в переможному (3:0) поєдинку третього раунду кубку Англії проти представника англійської Прем'єр-ліги «Борнмута». Також зіграв у наступному раунді переможного (1:0) поєдинку проти «Вотфорда», а в п'ятому раунді кубку відзначився переможним голом (останнім ударом по воротах у матчі) на Дені проти третього представника Прем'єр-ліги «Лестер Сіті». Проте кубковий шлях «Мілволл» завершився на Вайт Гарт Лейн, де з розгромним рахунком (0:6) команда поступилася іменитішому «Тоттенгем Готспур». Загалом у сезоні 2016/17 років зіграв 23 матчі, але в першому півфінальному поєдинку плей-оф проти «Сканторп Юнайтед» був замінений, а у вирішальному матчі плей-оф проти «Бредфорд Сіті» не грав. У травні 2017 року головний тренер Ніл Гарріс запропонував Шону нову угоду.

### «Ротергем Юнайтед»
На перегляді вразив головного тренера «Ротергем Юнайтед» Пола Вейна, з ініціативи якого 9 серпня 2017 року ямаєць підписав 1-річний контракт. Пол Вейн сподівався, що Шон зможе нав'язати конкуренцію Джошу Еммануелю на позиції правого захисника. Нмагався закріпитися в основному складі але зіграв лише 15 матчів, а після Різдва — 1. По завершенні сезону отримав статус вільного агента й залишив «Ротергем».

### «Донкастер Роверз»
У липні 2018 року відправився на перегляд у «Скантроп Юнайтед». 14 листопада 2018 року з ініціативи Гранта Маккана (на якого Каммінгс справив хороше враження під час перегляду на Кіпмоут Стедіум) підписав 2-місячну угоду з «Донкастер Роверз». Помічник головного тренера Кліфф Бірн сказав, що його підписання забезпечить підміну для травмованого Джо Райта. У сезоні 2018/19 років зіграв 5 матчів.
У липні 2019 року відправився на перегляд у «Порт Вейл».

## Виступи за збірну
Незважаючи на те, що Каммінгс народився в Англії, отримав виклик до складу національної збірної Ямайки в травні 2013 року на три матчі відбору до чемпіонат світу 2014. Дебютував за збірну чотири місячці по тому, 6 вересня в нічийному (0:0) виїзному поєдинку проти Панами. 10 вересня провів свій другий матч за Ямайку, 10 вересня вдома проти Коста-Рики (1:1). Потрапив до попередньому списку гравців для участі в Золотому кубку КОНКАКАФ 2015 року, але не потрапив до остаточної групи з 23 футболістів. Свій третій та останній поєдинок зіграв 13 жовтня 2015 року на виїзді, Ямайка з рахунком 0:3 поступилася Південній Кореї.

## Стиль гри
Шон — правий захисник, але також може грати на фланзі нападу, окрім цього, сам футболіст заявив про готовність грати на будь-якій польовій позиції.

## Статистика виступів

### Клубна
Станом на 7 липня 2019
| Клуб                            | Сезон             | Ліга              | Ліга  | Ліга | Кубок Англії | Кубок Англії | Кубок ліги | Кубок ліги | Інші  | Інші | Загалом | Загалом |
| Клуб                            | Сезон             | Дивізіон          | Матчі | Голи | Матчі        | Голи         | Матчі      | Голи       | Матчі | Голи | Матчі   | Голи    |
| ------------------------------- | ----------------- | ----------------- | ----- | ---- | ------------ | ------------ | ---------- | ---------- | ----- | ---- | ------- | ------- |
| «Челсі»                         | 2008–09           | Прем'єр-ліга      | 0     | 0    | 0            | 0            | 0          | 0          | 0     | 0    | 0       | 0       |
| «Мілтон-Кінс Донс» (оренда)     | 2008–09           | Перша ліга        | 33    | 0    | 1            | 0            | 1          | 0          | 0     | 0    | 35      | 0       |
| «Вест-Бромвіч Альбіон» (оренда) | 2009–10           | Чемпіоншип        | 3     | 0    | 0            | 0            | 1          | 0          | —     | —    | 4       | 0       |
| «Редінг»                        | 2009–10           | Чемпіоншип        | 8     | 0    | 0            | 0            | 0          | 0          | —     | —    | 8       | 0       |
| «Редінг»                        | 2010–11           | Чемпіоншип        | 10    | 0    | 1            | 0            | 0          | 0          | 1     | 0    | 12      | 0       |
| «Редінг»                        | 2011–12           | Чемпіоншип        | 34    | 0    | 1            | 0            | 1          | 0          | —     | —    | 36      | 0       |
| «Редінг»                        | 2012–13           | Прем'єр-ліга      | 9     | 0    | 1            | 0            | 1          | 0          | —     | —    | 11      | 0       |
| «Редінг»                        | 2013–14           | Чемпіоншип        | 10    | 0    | 0            | 0            | 1          | 0          | —     | —    | 11      | 0       |
| «Редінг»                        | 2014–15           | Чемпіоншип        | 5     | 1    | 0            | 0            | 2          | 0          | 0     | 0    | 7       | 1       |
| «Редінг»                        | Загалом           | Загалом           | 77    | 1    | 3            | 0            | 5          | 0          | 1     | 0    | 86      | 0       |
| «Міллволл»                      | 2014–15           | Чемпіоншип        | 12    | 0    | 0            | 0            | —          | —          | 0     | 0    | 12      | 0       |
| «Міллволл»                      | 2015–16           | Перша ліга        | 16    | 1    | 1            | 0            | 0          | 0          | 3     | 0    | 20      | 1       |
| «Міллволл»                      | 2016–17           | Перша ліга        | 16    | 0    | 4            | 2            | 0          | 0          | 3     | 0    | 23      | 2       |
| «Міллволл»                      | Загалом           | Загалом           | 44    | 1    | 5            | 2            | 0          | 0          | 6     | 0    | 55      | 3       |
| «Ротергем Юнайтед»              | 2017–18           | Перша ліга        | 12    | 0    | 1            | 0            | 1          | 0          | 1     | 0    | 15      | 0       |
| «Донкастер Роверз»              | 2018–19           | Перша ліга        | 4     | 0    | 0            | 0            | 0          | 0          | 1     | 0    | 5       | 0       |
| Усього за кар'єру               | Усього за кар'єру | Усього за кар'єру | 173   | 2    | 10           | 2            | 8          | 0          | 9     | 0    | 200     | 4       |

1. ↑  Матчі в плей-оф Чемпіоншипу
2. ↑  Матчі в Трофеї Футбольної ліги
3. ↑  Два матчі в Трофеї Футбольної ліги та один поєдинок у плей-оф Першої ліги
4. ↑  Матчі в Трофеї Футбольної ліги
5. ↑  Матчі в Трофеї Футбольної ліги

### У збірній
| національна збірна Ямайки | національна збірна Ямайки | національна збірна Ямайки |
| Рік                       | Матчі                     | Голи                      |
| ------------------------- | ------------------------- | ------------------------- |
| 2013                      | 2                         | 0                         |
| 2014                      | 0                         | 0                         |
| 2015                      | 1                         | 0                         |
| Загалом                   | 3                         | 0                         |

## Досягнення
«Редінг»
- Чемпіонат Футбольної ліги
  -  Чемпіон (1): 2011/12[49]

«Ротергем Юнайтед»
- Плей-оф Першої ліги
  -  Чемпіон (1): 2018[50]